# Havre Athletic Club 2023-2024 (calcio femminile)
Questa voce raccoglie le informazioni riguardanti l'Havre Athletic Club nelle competizioni ufficiali della stagione 2023-2024.

## Stagione
In sostituzione del tecnico Frédéric Gonçalves, che ha accettato l'incarico di commissario tecnico della nazionale femminile di calcio di Haiti, il club annuncia l'arrivo di Romain Djoubri dal CMS Oissel.

## Divise e sponsor
La grafica era la stessa utilizzata dalla squadra maschile del Le Havre. Main sponsor era Siemens Gamesa, azienda operante nel settore delle energie rinnovabili, attraverso l'hashtag #VENTSDENERGIE, mentre quello tecnico, forniture delle tenute da gioco era Joma.
| Casa | Trasferta |

## Organigramma societario
Area tecnica
- Allenatore: Romain Djoubri
- Vice allenatore: Erwan Huet
- Preparatore dei portieri: Bérangère Sapowicz
- Preparatori atletici: Quentin Bellu, Thomas Delaunay
- Medico sociale:

## Rosa
Rosa, ruoli e numeri di maglia estratti dal sito ufficiale e aggiornati al 29 settembre 2020.
| N. |                      | Ruolo | Calciatrice         |
| -- | -------------------- | ----- | ------------------- |
| 1  | Finlandia (bandiera) | P     | Katriina Talaslahti |
| 3  | Algeria (bandiera)   | D     | Morgane Belkhiter   |
| 4  | Canada (bandiera)    | D     | Élisabeth Tsé       |
| 5  | Francia (bandiera)   | C     | Laurie Cance        |
| 6  | Belgio (bandiera)    | C     | Silke Demeyere      |
| 7  | Francia (bandiera)   | A     | Zoé Stievenart      |
| 8  | Francia (bandiera)   | C     | Salomé Elisor       |
| 9  | Haiti (bandiera)     | A     | Roselord Borgella   |
| 10 | Francia (bandiera)   | C     | Eva Sumo            |
| 11 | Francia (bandiera)   | C     | Mélinda Mendy       |
| 12 | Francia (bandiera)   | A     | Mickaëla Cardia     |
| 13 | Francia (bandiera)   | D     | Héloïse Mansuy      |
| 14 | Francia (bandiera)   | D     | Romane Enguehard    |

| N. |                        | Ruolo | Calciatrice           |
| -- | ---------------------- | ----- | --------------------- |
| 15 | Algeria (bandiera)     | A     | Laura Muller          |
| 16 | Francia (bandiera)     | P     | Laëtitia Philippe     |
| 17 | Camerun (bandiera)     | A     | Chanel Tchaptchet     |
| 18 | Francia (bandiera)     | D     | Éva Kouache           |
| 19 | Francia (bandiera)     | A     | Nadjma Ali Nadjim     |
| 21 | Francia (bandiera)     | A     | Chancelle Effa Effa   |
| 22 | Francia (bandiera)     | C     | Christy Gavory        |
| 25 | Francia (bandiera)     | C     | Inès Benyahia         |
| 29 | Stati Uniti (bandiera) | D     | Deja Davis            |
| 34 | Francia (bandiera)     | D     | Louise Kleczewski     |
| 35 | Francia (bandiera)     | A     | Ananée Yeboah         |
|    | Francia (bandiera)     | P     | Aïssatou Liberge      |
|    | Francia (bandiera)     | C     | Alice Mallard Ventura |

## Calciomercato

### Sessione estiva
| Acquisti | Acquisti            | Acquisti            | Acquisti |
| R.       | Nome                | da                  | Modalità |
| -------- | ------------------- | ------------------- | -------- |
| P        | Katriina Talaslahti | Fleury              | [ 3 ]    |
| P        | Océane Toussaint    | Paris Saint-Germain | prestito |
| D        | Morgane Belkhiter   | Soyaux              | [ 3 ]    |
| D        | Héloïse Mansuy      | Guingamp            | [ 3 ]    |
| D        | Élisabeth Tsé       | Issy                | [ 3 ]    |
| C        | Inès Benyahia       | Olympique Lione     | prestito |
| C        | Maureen Bigot       | Fleury              | [ 3 ]    |
| C        | Laurie Cance        | Rodez               | [ 3 ]    |
| A        | Roselord Borgella   | Digione             | [ 3 ]    |
| A        | Mickaëlla Cardia    | Bordeaux            | [ 3 ]    |
| A        | Zoé Stievenart      | Rodez               | [ 3 ]    |
| A        | Chanel Tchaptchet   | Lens                | [ 3 ]    |

| Cessioni | Cessioni              | Cessioni            | Cessioni   |
| R.       | Nome                  | a                   | Modalità   |
| -------- | --------------------- | ------------------- | ---------- |
| P        | Olesya Arsenieva      | Thonon Évian        | [ 3 ]      |
| D        | Élisa Aubert          | Saint-Malo          | [ 3 ]      |
| D        | Kelly Gadéa           |                     | ritirata   |
| D        | Fanny Hoarau          | Strasburgo          | [ 3 ]      |
| C        | Nora Coton-Pélagie    |                     | ritirata   |
| C        | Sadie Sider Echenberg | Caen                | [ 3 ]      |
| C        | Ikram Sidi Moussa     | Olympique Marsiglia | [ 3 ]      |
| A        | Kelsey Araújo         |                     | svincolata |
| A        | Aïssata Baradji       | Caen                | [ 3 ]      |
| A        | Shnia Gordon          | Montpellier         | [ 3 ]      |

### Sessione invernale
| Acquisti | Acquisti | Acquisti | Acquisti |
| R.       | Nome     | da       | Modalità |
| -------- | -------- | -------- | -------- |
|          |          |          |          |

| Cessioni | Cessioni          | Cessioni      | Cessioni |
| R.       | Nome              | a             | Modalità |
| -------- | ----------------- | ------------- | -------- |
| D        | Morgane Belkhiter | Saint-Étienne |          |

## Risultati

### Division 1

#### Girone di andata
| Arbitro: | Gerbel |

|  |           |                                                     |
|  | Marcatori | 25’ Le Sommer 47’ Renard 73’ Van de Donk 86’ Gilles |

| Arbitro: | Beyer |

|                   |           |           |
| Lardez 10’ (rig.) | Marcatori | 59’ Cance |

| Arbitro: | Conçalves |

|           |           |                                    |
| Davis 35’ | Marcatori | 14’ Ribadeira 23’, 47’, 76’ Fleury |

| Arbitro: | Gerbel |

|                                       |           |                       |
| Tchaptchet 90+2’ El Chad 90+8’ (aut.) | Marcatori | 7’ Azzaro 24’ El Chad |

| Arbitro: | Collin |

|            |           |                              |
| Browne 14’ | Marcatori | 69’ Ali Nadjim 76’ Effa Effa |

| Arbitro: | Vanderstichel |

|                                 |           |                                           |
| Cance 27’ Elisor 37’ Cardia 82’ | Marcatori | 60’ Abdu 74’ (rig.) Declercq 90+2’ Picard |

| Bétheny 11 novembre 2023, ore 15:00 CET 7ª giornata | Stade Reims | 0 – 0 referto | Le Havre | Stadio Louis Blériot (103 spett.)\| Arbitro: \| Laur \| |
| Arbitro:                                            | Laur        |               |          |                                                         |

| Arbitro: | Jeannot |

|                               |           |  |
| Benyahia 30’ (rig.) Davis 44’ | Marcatori |  |

| Arbitro: | Vanderstichel |

|                          |           |                          |
| Kamczyk 8’ Grabowska 25’ | Marcatori | 33’, 58’ (rig.) Benyahia |

| Arbitro: | Daupeux |

|              |           |              |
| Benyahia 19’ | Marcatori | 90+5’ Geyoro |

| Arbitro: | Gerbel |

|                        |           |            |
| Khelifi 13’ Robert 75’ | Marcatori | 72’ Elisor |

#### Girone di ritorno
| Arbitro: | Gerbel |

|                |           |                      |
| Ali Nadjim 88’ | Marcatori | 73’ (rig.) Bourgouin |

| Arbitro: | Daupeux |

|                         |           |                   |
| Ribadeira 61’, 67’, 89’ | Marcatori | 16’, 45’ Benyahia |

| Arbitro: | Gonçalves |

|                                                     |           |                                   |
| Benyahia 18’ Demeyere 27’ Ali Nadjim 53’ Gavory 73’ | Marcatori | 62’ Pierre-Louis 90+2’ Lamontagne |

| Arbitro: | Vanderstichel |

|                                          |           |                                             |
| Ribeyra 25’ Machart-Rabanne 48’ Pian 57’ | Marcatori | 4’ Enguehard 45’ Cardia 86’ (rig.) Benyahia |

| Arbitro: | Laur |

|                                                |           |  |
| Le Guilly 44’ Chawinga 46’, 75’ Vangsgaard 78’ | Marcatori |  |

| Arbitro: | Collin |

|                                                     |           |                                       |
| Stievenart 54’ Levasseur 75’ (aut.) Effa Effa 90+4’ | Marcatori | 45’ Torrent 59’ Ouchene 81’ Deslandes |

| Arbitro: | Gonçalves |

|             |           |                            |
| Kamczyk 53’ | Marcatori | 54’ Mouchon 57’ Pasquereau |

| Arbitro: | Gerbel |

|                                               |           |  |
| Le Sommer 33’ Dumornay 41’ Däbritz 58’ (rig.) | Marcatori |  |

| Arbitro: | Vandertische |

|              |           |                             |
| Terchoun 14’ | Marcatori | 7’ Stievenart 72’ Effa Effa |

| Arbitro: | Collin |

|            |           |                                   |
| Cardia 39’ | Marcatori | 10’ Louis 61’ Kamczyk 66’ Kouassi |

| Arbitro: | Daupeux |

|                                      |           |                                      |
| Teinturier 2’ Peniguel 58’ Léger 88’ | Marcatori | 32’, 67’ Effa Effa 56’, 60’ Benyahia |

### Coppa di Francia
| Arbitro: | Rochebilière |

|  |           |                                     |
|  | Marcatori | 54’ Cance 71’ Cardia 90+3’ Benyahia |

| Arbitro: | Collin |

|  |           |                        |
|  | Marcatori | 71’ Korošec 78’ Thiney |

## Statistiche

### Statistiche di squadra
| Competizione     | Punti | In casa | In casa | In casa | In casa | In casa | In casa | In trasferta | In trasferta | In trasferta | In trasferta | In trasferta | In trasferta | Totale | Totale | Totale | Totale | Totale | Totale | DR  |
| Competizione     | Punti | G       | V       | N       | P       | Gf      | Gs      | G            | V            | N            | P            | Gf           | Gs           | G      | V      | N      | P      | Gf     | Gs     | DR  |
| ---------------- | ----- | ------- | ------- | ------- | ------- | ------- | ------- | ------------ | ------------ | ------------ | ------------ | ------------ | ------------ | ------ | ------ | ------ | ------ | ------ | ------ | --- |
| Division 1       | 22    | 11      | 2       | 5       | 4       | 18      | 25      | 11           | 3            | 3            | 5            | 15           | 24           | 22     | 5      | 8      | 9      | 33     | 49     | -16 |
| Coppa di Francia | -     | 1       | 0       | 0       | 1       | 0       | 2       | 1            | 1            | 0            | 0            | 3            | 0            | 2      | 1      | 0      | 1      | 3      | 2      | +1  |
| Totale           | -     | 12      | 2       | 5       | 5       | 18      | 27      | 12           | 4            | 3            | 5            | 18           | 24           | 24     | 6      | 8      | 10     | 36     | 51     | -15 |

### Andamento in campionato
| Giornata  | 1  | 2  | 3 | 4 | 5 | 6 | 7 | 8 | 9 | 10 | 11 | 12 | 13 | 14 | 15 | 16 | 17 | 18 | 19 | 20 | 21 | 22 |
| --------- | -- | -- | - | - | - | - | - | - | - | -- | -- | -- | -- | -- | -- | -- | -- | -- | -- | -- | -- | -- |
| Luogo     | C  | T  | C | C | T | C | T | C | T | C  | T  | C  | T  | C  | T  | T  | C  | C  | T  | T  | C  | T  |
| Risultato | P  | N  | P | N | V | N | N | V | P | N  | P  | N  | P  | V  | N  | P  | N  | P  | P  | V  | P  | V  |
| Posizione | 11 | 10 | 8 | 8 | 7 | 7 | 7 | 7 | 7 | 7  | 7  | 8  | 8  | 8  | 8  | 8  | 8  | 9  | 9  | 8  | 9  | 9  |

Legenda:

Luogo: C = Casa; T = Trasferta. Risultato: V = Vittoria; N = Pareggio; P = Sconfitta.

### Statistiche delle giocatrici
| Giocatore     | Division 1 | Division 1 | Division 1  | Division 1 | Coppa di Francia | Coppa di Francia | Coppa di Francia | Coppa di Francia | Totale   | Totale | Totale      | Totale     |
| Giocatore     | Presenze   | Reti       | Ammonizioni | Espulsioni | Presenze         | Reti             | Ammonizioni      | Espulsioni       | Presenze | Reti   | Ammonizioni | Espulsioni |
| ------------- | ---------- | ---------- | ----------- | ---------- | ---------------- | ---------------- | ---------------- | ---------------- | -------- | ------ | ----------- | ---------- |
| N. Ali Nadjim | 14         | 3          | 4           | 0          | 2                | 0                | 1                | 0                | 16       | 3      | 5           | 0          |
| M. Belkhiter  | 1          | 0          | 0           | 0          | -                | -                | -                | -                | 1        | 0      | 0           | 0          |
| I. Benyahia   | 21         | 8          | 3           | 0          | 2                | 1                | 0                | 0                | 23       | 9      | 3           | 0          |
| C. Boisard    | 2          | 0          | 0           | 0          | 1                | 0                | 0                | 0                | 3        | 0      | 0           | 0          |
| R. Borgella   | 19         | 0          | 1           | 0          | 2                | 0                | 0                | 0                | 21       | 0      | 1           | 0          |
| L. Cance      | 22         | 2          | 4           | 0          | 2                | 1                | 0                | 0                | 24       | 3      | 4           | 0          |
| M. Cardia     | 18         | 3          | 2           | 0          | 2                | 1                | 0                | 0                | 20       | 4      | 2           | 0          |
| D. Davis      | 22         | 2          | 4           | 0          | 2                | 0                | 0                | 0                | 24       | 2      | 4           | 0          |
| S. Demeyere   | 13         | 1          | 0           | 0          | 2                | 0                | 0                | 0                | 15       | 1      | 0           | 0          |
| C. Effa Effa  | 19         | 5          | 0           | 0          | 1                | 0                | 0                | 0                | 20       | 5      | 0           | 0          |
| S. Elisor     | 11         | 2          | 1           | 0          | -                | -                | -                | -                | 11       | 2      | 1           | 0          |
| R. Enguehard  | 19         | 1          | 1           | 0          | 2                | 0                | 0                | 0                | 21       | 1      | 1           | 0          |
| C. Gavory     | 20         | 1          | 4           | 0          | 1                | 0                | 0                | 0                | 21       | 1      | 4           | 0          |
| L. Kleczewski | 2          | 0          | 0           | 0          | -                | -                | -                | -                | 2        | 0      | 0           | 0          |
| É. Kouache    | 9          | 0          | 1           | 0          | 2                | 0                | 0                | 0                | 11       | 0      | 1           | 0          |
| N. Lambrecht  | 4          | 0          | 0           | 0          | -                | -                | -                | -                | 4        | 0      | 0           | 0          |
| G. Lemarchand | 0          | 0          | 0           | 0          | -                | -                | -                | -                | 0        | 0      | 0           | 0          |
| A. Liberge    | 0          | 0          | 0           | 0          | 0                | 0                | 0                | 0                | 0        | 0      | 0           | 0          |
| H. Mansuy     | 18         | 0          | 0           | 0          | 2                | 0                | 0                | 0                | 20       | 0      | 0           | 0          |
| M. Mendy      | 7          | 0          | 0           | 0          | 1                | 0                | 0                | 0                | 8        | 0      | 0           | 0          |
| L.T. Muller   | 0          | 0          | 0           | 0          | -                | -                | -                | -                | 0        | 0      | 0           | 0          |
| L. Philippe   | 10         | -19        | 2           | 0          | -                | -                | -                | -                | 10       | -19    | 2           | 0          |
| B. Sapowicz   | 0          | 0          | 0           | 0          | -                | -                | -                | -                | 0        | 0      | 0           | 0          |
| Z. Stievenart | 22         | 2          | 0           | 0          | 2                | 0                | 0                | 0                | 24       | 2      | 0           | 0          |
| É. Sumo       | 12         | 0          | 3           | 0          | -                | -                | -                | -                | 12       | 0      | 3           | 0          |
| K. Talaslahti | 12         | -30        | 0           | 0          | 1                | 0                | 0                | 0                | 13       | -30    | 0           | 0          |
| O. Toussaint  | 0          | 0          | 0           | 0          | 1                | -2               | 0                | 0                | 1        | -2     | 0           | 0          |
| É. Tsé        | 19         | 0          | 0           | 0          | 1                | 0                | 0                | 0                | 20       | 0      | 0           | 0          |
| C. Tchaptchet | 6          | 1          | 1           | 0          | -                | -                | -                | -                | 6        | 1      | 1           | 0          |
| A. Yeboah     | 4          | 0          | 2           | 0          | 1                | 0                | 0                | 0                | 5        | 0      | 2           | 0          |